# Beidinga
Beidinga (en rus: Бейдинга) és un poble de la república de Sakhà, a Rússia, que en el cens del 2010 tenia 686 habitants, pertany al districte de Borogontsi.